# Guido Messina
Guido Messina (ur. 4 stycznia 1931 w Monreale, zm. 10 stycznia 2020 w Caselette) – włoski kolarz torowy i szosowy, mistrz olimpijski oraz ośmiokrotny medalista mistrzostw świata.

## Kariera
Pierwszy sukces w karierze Guido Messina osiągnął w 1948 roku, kiedy zdobył złoty medal w indywidualnym wyścigu na dochodzenie amatorów podczas torowych mistrzostw świata w Amsterdamie. Jako amator zdobył w tej konkurencji jeszcze trzy medale: złoty na mistrzostwach świata w Zurychu w 1953 roku oraz brązowe podczas mistrzostw w Liège w 1950 roku i na rozgrywanych rok później mistrzostwach w Mediolanie. W międzyczasie wystartował na igrzyskach olimpijskich w Helsinkach w 1952 roku, gdzie wspólnie z Marino Morettinim, Mino De Rossim i Lorisem Campaną zdobył złoty medal w drużynowym wyścigu na dochodzenie. W 1954 roku Messina przeszedł na zawodowstwo i jeszcze w tym samym roku zdobył indywidualnie złoty medal na mistrzostwach świata w Kolonii. Wyczyn ten powtórzył na dwóch kolejnych mistrzostwach świata: Mediolan 1955 i Kopenhaga 1956. Ostatni medal wywalczył na rozgrywanych w 1957 roku mistrzostwach świata w Liège, gdzie w swej koronnej konkurencji zajął trzecie miejsce za dwoma Francuzami: Rogerem Rivière i Albertem Bouvetem. Ponadto czterokrotnie zdobywał złote medale torowych mistrzostw kraju. Startował również w wyścigach szosowych, wygrywając między innymi pierwszy etap Giro d’Italia w 1955 roku, Km del Corso Mestre oraz kryterium w Nuoro także w tym samym roku.